# Micromus borealis
Micromus borealis is een insect uit de familie van de bruine gaasvliegen (Hemerobiidae), die tot de orde netvleugeligen (Neuroptera) behoort. 
Micromus borealis is voor het eerst wetenschappelijk beschreven door Klimaszewski & Kevan in 1988.